# Timofey Guzhenko (schip, 2009)
De Timofey Guzhenko is een ijsklasse A1 supertanker die gebouwd is in 2009 door Samsung Heavy Industries in Geoje in Zuid-Korea. Het is een dubbel werkend schip dat in ijs zowel voor- als achteruit kan varen. Het vaartuig weegt 93.515 ton en is daarmee de grootste ijsbreker die actief is in de Noordelijke IJszee.

## Geschiedenis
Naryanmarneftegaz, een joint venture van de oliemaatschappijen LUKoil en ConocoPhillips, had olie ontdekt in Timan-Petsjora in het noorden van Rusland. Om de olie af te voeren werd de Varandej olieterminal gebouwd en drie pendeltankers besteld. Deze tankers transporteren de olie naar de havenstad Moermansk. Het grootste deel van het jaar is de route bedekt met ijs, waardoor speciale schepen vereist zijn. De tankers zijn een ontwerp van Aker Arctic, maar zijn gebouwd op een scheepswerf van Samsung Heavy Industries in Zuid-Korea. De schepen kunnen door 1,5 meter dik ijs zowel voor- als achteruit varen met een snelheid van drie knopen.

## Beschrijving
Het schip heeft een tonnage van 49.597 ton, is 257 meter lang, 34 meter breed en heeft een maximale diepgang van 14 meter. De olie wordt verdeeld over tien tanks. De schepen meren af met de voorzijde aan de Varandej olieterminal. De olie wordt over de boeg geladen met een snelheid van 10.000 m3 per uur. Sovcomflot is de eigenaar van het schip.
Het schip is vernoemd naar Timofey Guzhenko (1918-2008) een voormalige minister van Scheepvaart van de Sovjet-Unie. Hij studeerde aan diverse zeevaartscholen en begon zijn carrière aan wal als directeur van diverse havens in het land. In 1970 werd hij benoemd tot minister van Scheepvaart en hield deze positie tot oktober 1986. Tijdens zijn ambtstermijn legde hij de basis voor de Sovcomflot rederij. In 1977 nam hij deel aan een expeditie naar de Noordpool. Met de ijsbreker Arktika arriveerde hij op 17 augustus op de Noordpool, het eerste schip dat deze plaats wist te bereiken.

## Zusterschepen
- Vasily Dinkov
- Kapitan Gotskiy

## Media
De ijsbreker was vanwege de grootte het hoofdonderwerp van een aflevering van National Geographic's Big, Bigger, Biggest.